# Interliga
Interliga var en internationell professionell ishockeyliga, som existerade mellan 1999 och 2007, och ersatte Alpligan. Under ligans existens deltog lag från Kroatien, Polen, Serbien, Slovenien, Ungern och Österrike.

## Mästare
| Säsong    | Vinnare                   |
| --------- | ------------------------- |
| 1999/2000 | EC Klagenfurt AC          |
| 2000/2001 | Olimpija                  |
| 2001/2002 | Olimpija                  |
| 2002/2003 | Alba Volán Székesfehérvár |
| 2003/2004 | Podhale Nowy Targ         |
| 2004/2005 | Jesenice                  |
| 2005/2006 | Jesenice                  |
| 2006/2007 | Alba Volán Székesfehérvár |